# 秦可貞
秦可貞（1550年—？），字季章，陝西西安府咸寧縣人，匠籍，明朝政治人物。

## 生平
嘉靖四十三年（1564年）甲子科陝西鄉試第六十二名舉人，萬曆五年（1577年）丁丑科三甲第一百三名進士。大理寺觀政，授富順縣知縣。

## 家族
曾祖秦庠，壽官；祖父秦福，贈鳳陽府同知；父秦登，左長史，贈參議。前母解氏（贈宜人）；母賀氏（封宜人）。永感下。兄秦可久（府通判）、秦可大（山西行太僕寺卿），弟秦可觀、秦可繼。